# Apáca utca (Győr)

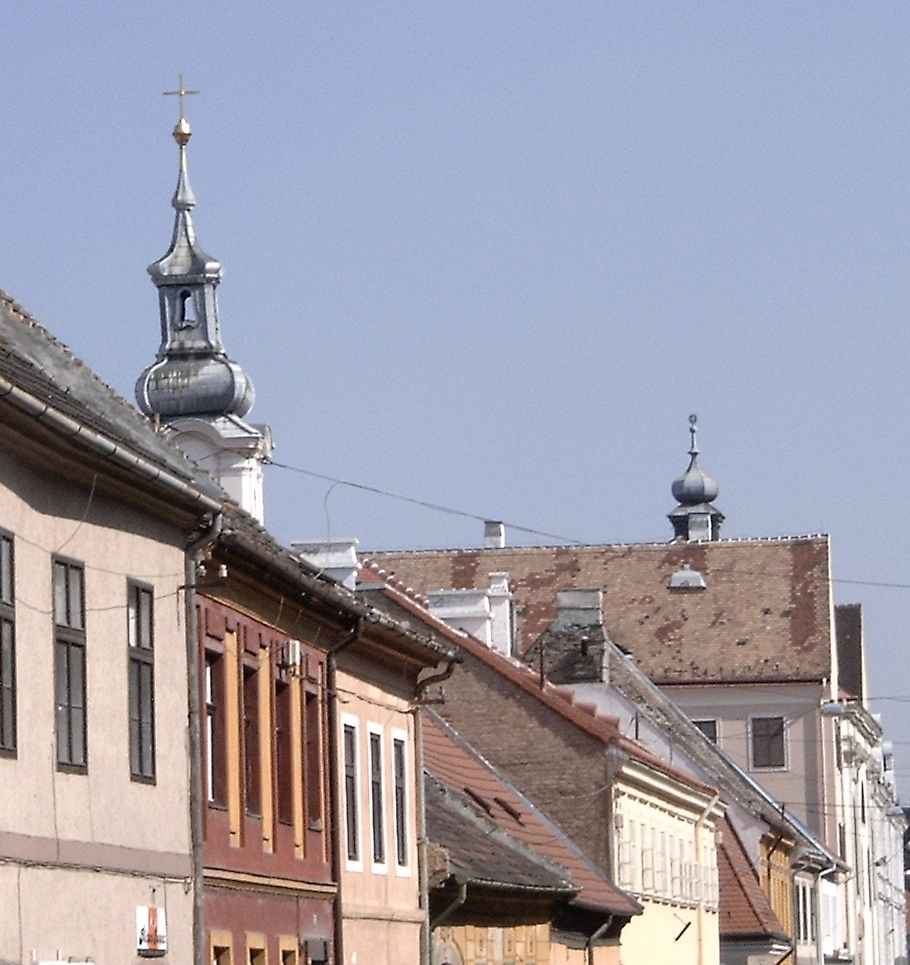
Apáca utcai részlet

Az Apáca utca a győri belváros műemlékekben leggazdagabb utcáinak egyike, a Gutenberg térről indul kelet felé. Az utca házainak kedves összevisszasága a régi Győr hangulatát őrzi.

## Kreszta-ház (Apáca utca 1.)

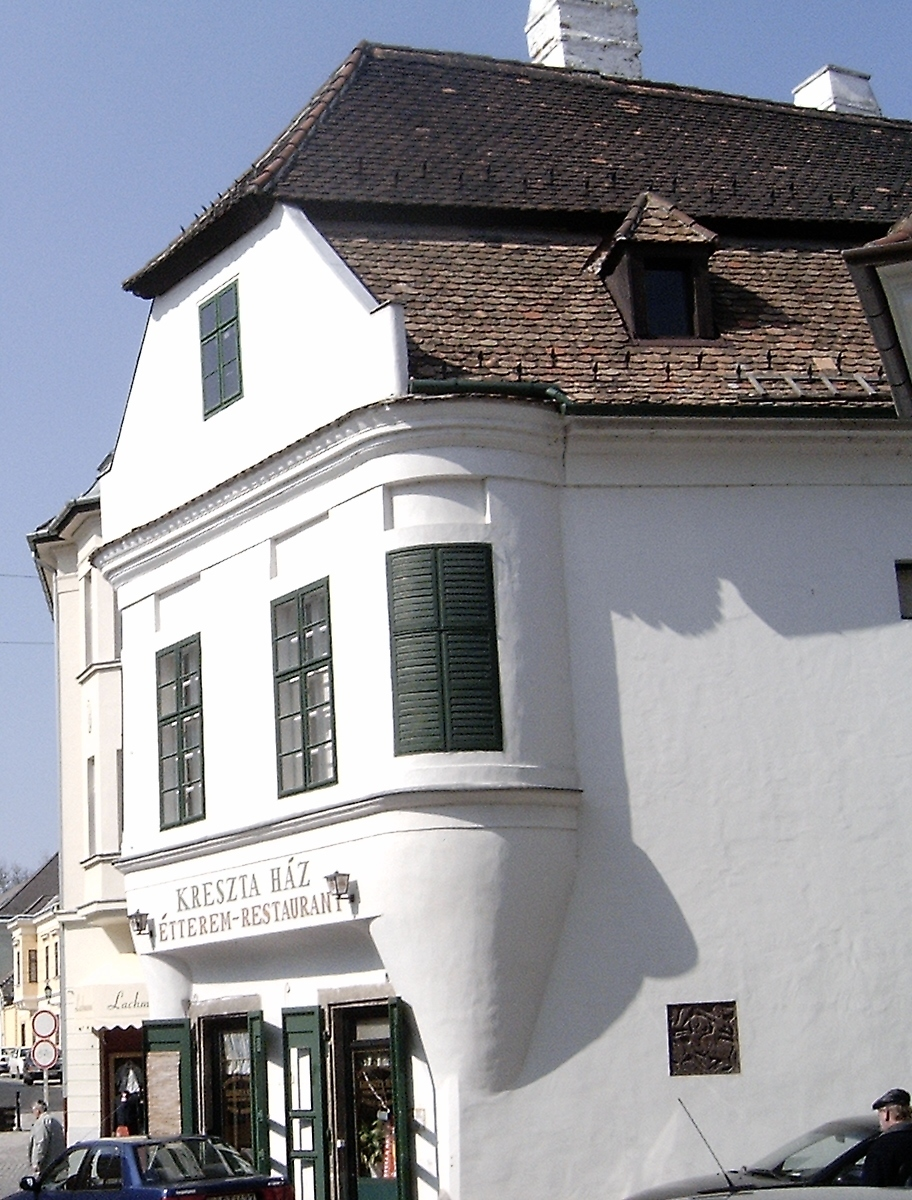
A Kreszta ház

A Kovács Margit Gyűjteménynek otthont adó épület még a Gutenberg térre néz. Szokatlan alakja miatt a győri belváros egyik legjellegzetesebb épülete Keskeny, magas homlokzata hengeresen kidomborodó sarkaival régies benyomást kelt. A ház építésekor a tulajdonos a magas tetőszerkezetet azért készíttette, mert a padláson helyezte el kötélgyártó műhelyét. A ház pincéjében 17–18. századi falak vannak, a mennyezet alátámasztásául kőkockákból álló hasáb alakú oszlop szolgál. Felette a földszinti üzlethelyiségben az emeleti boltozatot hengeres oszlop tartja. Az épület jelenlegi formájában klasszicista stílusú.
A mellette, a Dunakapu térre haladó Káposztás köz sarkán álló a 3. számú barokk lakóháznak különösen gyönyörű sarokerkélye figyelemre méltó. Déli irányban az ódon Kenyér köz a Széchenyi térre vezet.

## Káptalani zenészek háza (Apáca utca 5.)
A copf stílusú épület az utca legmonumentálisabb épülete. Kétemeletes homlokzatán a márványtábla latin nyelven arról tájékoztat, hogy az épület székesegyházi zenészek és elemi iskolások számára készült a káptalan megbízásából. Itt állt a 16. században Győr legrégibb ismert városházája. Itt lakott 1832–1854 közt Richter Antal, székesegyházi karnagy; fia, a világhírű Richter János itt született 1843-ban.

## Fejérváry-ház (Apáca utca 9.)

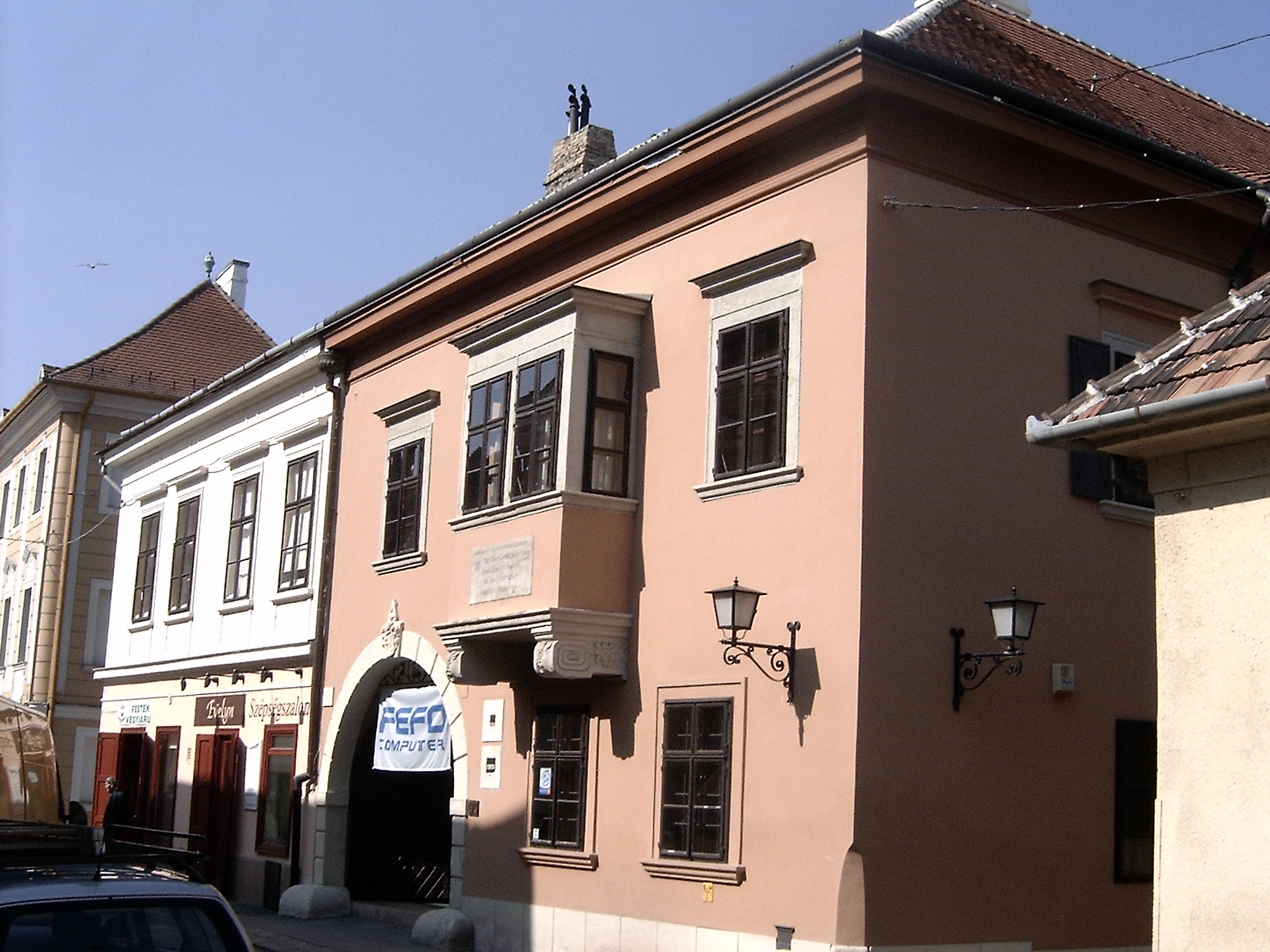
A Fejérváry-ház

A Fejérváry-ház Győr egyik legszebb késő reneszánsz lakóháza, a 17. században épült. Nagyméretű félköríves, rusztikus kapukeretének zárókövén címerábrázolás: csőrében patkót tartó vadliba átható. A ház jobb oldali felén maszkos ábrázolású gyámköveken zárterkély nyugszik. Az erkélyablakok alatt latin felirat látható kőtáblán. A ház építtetője Fejérváry János városbíró. Az épület 1771-ben kisebb átalakításon esett át, ekkor készült a kapualjból az emeletre vezető rokokó-copf vasrácsa és kovácsoltvas ajtaja.
Az utcát keresztező Szappanos köz után a 13. számú eklektikus ház 17. századi udvari szárnya megtekintésre méltó, hangulatos toszkán oszlopos loggiái révén Győr egyik legszebb udvara.
A 15. számú lakóház kétemeletes, a Teleki utca sarkán áll. Az egykori német kórház és több lakóház helyére épült laktanyának 1747-ben. Ekkor csak egyemeletes volt, a második emelet a 19. században épült rá. Barokk homlokzatából eredetiben csak a kosáríves kapu maradt meg. Belső boltozott helyiségei korabeliek.
A Teleki utca délnyugati sarkán szép barokk sarokerkély látható. Tovább sétálva az Apáca utcában hamarosan elérjük a Vörösmarty Mihály utca kereszteződést, ebben az utcában található a Német Ispita. A következő látnivaló a 35. számú egyemeletes 18. századi lakóház. A 37. számú szintén 18. századi eredetű épület 19. századi kőkeretes klasszicista bejárata érdemel figyelmet. A 36. és 38. számú lakóházak klasszicista stílusúak.

## Orsolyita kolostor és templom (Apáca utca 41-43-45.)

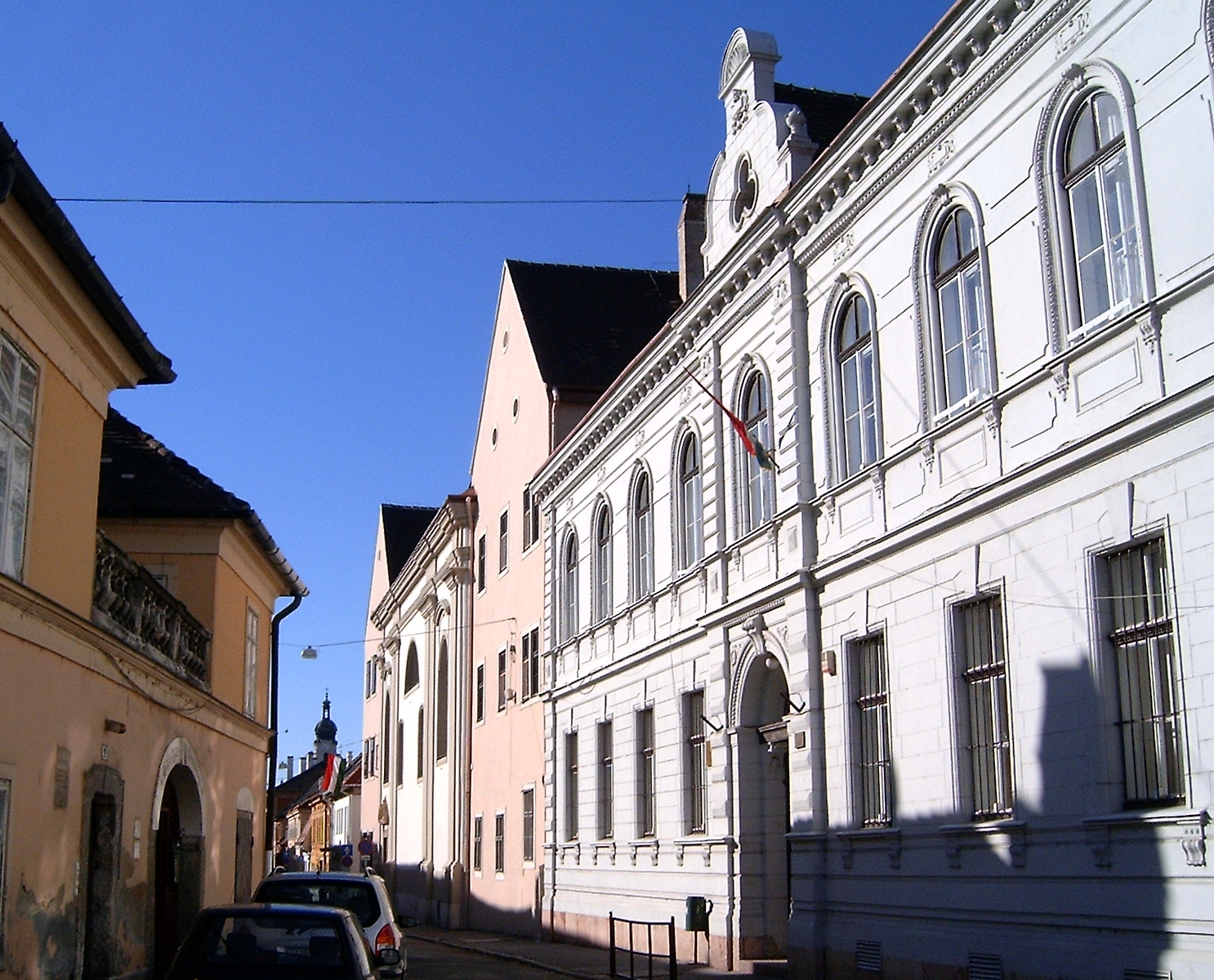
Az orsolyiták épületegyüttese

Két magas homlokzatú barokk épületszárny veszi közre a templomot. A kolostort a bécsi Neupauer Ignácné alapította, aki 1726-ban telepítette Győrbe az orsolyitákat. A templom tetőzetén kis huszártorony ül, egyszerű oldalhomlokzata 1762-ben épült. Elliptikus boltozatú szentélyében az oszlopos barokk főoltárt szobrok díszítik, az oltárkép Dorfmeister István munkája. Ő festette a templom mennyezetének freskóit, melyek Mária eljegyzését és Szent Orsolya megdicsőülését ábrázolják. Rendházban ma is a nővérek élnek, az épületben van a Szent Orsolya Rend Győri Leánykollégiuma és a Szent Angéla Otthon. A Prohászka Ottokár Orsolyita Közoktatási Központ a rendház melletti iskolaépületben található.
Az utca déli oldalán a 46. számú barokk épület az utca terébe lép ki. A késő reneszánsz alaprajzi elrendezésű háznak 17. századi toszkán oszlopos udvara van. Jelenlegi formájára a 18. század elején építették át, ekkor nyerte az utca felől az udvart lezáró balluszteres oromzatú falat, két bejárati kapunyílással.